# Гребенчатый губан
Гребенчатый губан или красный губан (лат. Ctenolabrus rupestris) — вид лучепёрых рыб семейства губановых. Единственный вид рода Ctenolabrus. 

## Распространение
Распространён в восточной части Атлантического океана от Норвегии до Марокко, а также в западной части Балтийского моря, Средиземном, Эгейском и Мраморном  морях. В Чёрном море  встречается единично у берегов Крыма, Кавказа, Турции, Болгарии и Румынии.

## Описание
Достигает максимальной длины 18 см, живёт до 8 лет. 
Тело удлинённое, невысокое. Тело, голова (кроме рыла) и жаберные крышки покрыты некрупной циклоидной чешуёй. Рот небольшой, выдвижной. Губы толстые, мясистые с 5—7 складками. Жаберные тычинки короткие и толстые, на первой жаберной дуге их 14—18. Зубы на челюстях расположены в несколько рядов, первый из которых состоит из крупных клюковидных, а последующие — из мелких зубов. Боковая линия с 35—39 чешуйками, изгибается вниз за спинным плавником.
Окраска тела коричневая, зеленоватая или оранжево-красная. По бокам тела иногда видны несколько широких вертикальных полос. В верхней части хвостового стебля крупное чёрное пятно. В начале спинного плавника также большое чёрное пятно. Плавники красноватые.
Спинной плавник длинный с 16—19 колючими и 7—10 мягкими лучами. В анальном плавнике 3 колючих и 6—9 мягких лучей.

## Биология
Морская рыба, обитает над каменистыми грунтами, заросшими растительностью, на глубине от 1 до 50 метров, но обычно не глубже 20 м. Питается мшанками, ракообразными и моллюсками.
Впервые созревает в возрасте двух лет. Нерестится в Северном море с апреля по август; в Средиземном море — с января по июль, а в Чёрном море — с мая по август. Нерест порционный, абсолютная плодовитость 14—21,5 тыс. икринок.
Икра сферической формы, пелагическая.
В Красной книге Украины имеет природоохранных статус «редкий».